# Escuela de sirenas... y tiburones
Escuela de sirenas... y tiburones es una película en blanco y negro de Argentina dirigida por Enrique Carreras sobre el guion de Julio Porter que se estrenó el 4 de agosto de 1955 y tuvo como protagonistas a Alfredo Barbieri, Amelita Vargas, Esteban Serrador y Leonor Rinaldi. Otra versión posterior, también dirigida por Enrique Carreras, se estrenó en 1982 con el título de Los fierecillos indomables, protagonizada por Alberto Olmedo y Jorge Porcel.

## Sinopsis
Equívocos, canciones e intrigas en un internado mixto.

## Reparto
Participaron del filme los siguientes intérpretes:
- Alfredo Barbieri ... Alumno Palmiro Varela
- Amelita Vargas ... Sirena Linfor
- Esteban Serrador .... Prof. Carlos Fuentes
- Leonor Rinaldi ... Srta. Tremebunda
- Francisco Álvarez ... Director del colegio
- Marcos Caplán ... Interventor general Palmiro Varela
- Gogó Andreu ... Mamertino Álvarez
- Sandra Verani ... Clotilde Cáceres
- Tincho Zabala ... Pilatos
- Semillita ... Alumno
- Alfonso Pisano
- Mario Amaya
- Tono Andreu
- Carmen Campoy ... Alumna

## Comentarios
La Razón comentó:

”El clásico y convencional enredo entre alumnos y profesores del que se echa mano cada vez que en la pantalla se trata cómicamente el tema de un colegio.”

Noticias Gráficas dijo:

”Todo cuanto se refleja en la pantalla está al margen del menos exigente sentido común .”

Por su parte Manrupe y Portela escriben:

”Taquillera y simplista, para aprovechar el momento de mayor popularidad de la pareja protagónica. La escena del partido de fútbol está calcada de otra idéntica de Avivato.”